# Barranc de Joan Mai
El Barranc de Joan Mai, és un barranc del terme de Sant Esteve de la Sarga, a la zona de la vall de la Clua, a la comarca del Pallars Jussà.
Es forma a 937 m. alt. a prop i a ponent, una mica al nord, del poble de Castellnou de Montsec. Des d'aquell lloc, baixa cap al nord-oest, passant a prop del Mas de Joan Mai, d'on pren el nom. Al cap de poc més d'un quilòmetre s'aboca en el barranc Gros.